# Резолюция Совета Безопасности ООН 1060
Резолюция Совета Безопасности Организации Объединённых Наций 1060 (код — S/RES/1060), принятая 12 июня 1996 года, подтвердив резолюции 687 (1991), 707 (1991) и 715 (1991) о наблюдении за иракской программой вооружений, Совет Безопасности ООН потребовал, чтобы Ирак сотрудничал с группами по инспекции оружия Специальной комиссии ООН и предоставил неограниченный доступ к любым районам и оборудованию, которые запросят группы.
Совет Безопасности принял к сведению прогресс Специальной комиссии в ликвидации иракской программы оружия массового уничтожения и оставшиеся проблемы, требующие решения. 11 и 12 июня 1996 года Ирак отказал инспекционной группе в доступе на некоторые объекты. Резолюции 687, 707 и 715 предоставляли группам по инспекции оружия безусловный и неограниченный доступ к любым объектам, которые они хотели бы проинспектировать, и любая попытка Ирака воспрепятствовать этому была признана советом неприемлемой.
Действуя на основании главы VII Устава ООН, Совет выразил сожаление по поводу отказа Ирака предоставить доступ группам по инспекции оружия к объектам в нарушение предыдущих резолюций Совета Безопасности. Он потребовал, чтобы группы получили доступ к объектам, оружию, оборудованию и транспорту, которые они запросили, и полностью поддержал работу Специальной комиссии в этом вопросе.